# The Arockalypse
The Arockalypse är den finländska hårdrocksgruppen Lordis tredje studioalbum. Albumet släpptes den 10 mars 2006. De flesta låtarna på skivan är skrivna av sångaren Mr. Lordi själv, några i samarbete med trummisen Kita och gitarristen Amen. Albumet lyckades komma etta på den svenska albumlistan och sålde guld i mitten av 2006. Kalma spelar all bas på albumet.

## Låtlista
1. SCG3 Special Report – 3.46
2. Bringing Back the Balls to Rock – 3.31
3. The Deadite Girls Gone Wild – 3.45
4. The Kids Who Wanna Play With The Dead – 4.07
5. It Snows in Hell – 3.37
6. Who's Your Daddy? – 3.38
7. Hard Rock Hallelujah – 4.07
8. The Chainsaw Buffet – 3.47
9. Good to Be Bad – 3.31
10. The Night of the Loving Dead – 3.09
11. Supermonstars (The Anthem of the Phantoms) – 4.04

Albumets singlar
1. Hard Rock Hallelujah
2. Who's Your Daddy?
3. It Snows in Hell
4. They Only Come Out at Night

## Musiker som gästar albumet
1. Dee Snider, är den onda rösten i SCG3 Special Report.
2. Jay Jay French, spelar sologitarr i The Chainsaw Buffet.
3. Bruce Kulick, spelar solot i It Snows in Hell.
4. Udo Dirkschneider, körar i They Only Come Out at Night.